# Musca consobrinus
Musca consobrinus este o specie de muște din genul Musca, familia Muscidae. A fost descrisă pentru prima dată de Curtis în anul 1835. Conform Catalogue of Life specia Musca consobrinus nu are subspecii cunoscute.